# Жаным
Жаным — казахстанский телесериал телеканала «Хабар», современная городская семейная мелодрама.

## Сюжет
В центре сюжета история трёх поколений семьи Абеновых, рассказанная их приёмной дочерью. Старшее поколение Абеновых выросло в советские шестидесятые, их дети недолго считавшиеся «золотой молодежью», с развалом СССР попали в бурю девяностых годов, а младшие Абеновы учат языки и проводят время в Интернете.

## В ролях
- Маржан Козыбаева — Дария Абенова
- Гани Кулжанов — Нурлан Абенов
- Меруерт Утекешова — мама
- Дастен Шакиров — Мухтар Абенов
- Яна Бобрыка — Наталия Абенова
- Султанна Каримова — Индира Ибраева
- Адильхан Есенбулатов — Монке
- Оразхан Кенебаев —
- Алия Телебарисова — Диана Абенова
- Айжан Байзакова — Гука Абенова

## Производство
Премьера первого сезона из 78 серий состоялась в сентябре 2010 года. Премьера второго сезона под названием «Жаным-2: жизнь большого города» состоялась 30 ноября 2011 года, в него вошло 55 серий. Третий сезон был анонсирован, но так и не увидел свет.
Телесериал снимался по методике «одна серия в день» благодаря новейшей, на тот момент, безлинейной технологии монтажа. В качестве саундтрека проекта казахстанский певец Медеу Арынбаев записал одноимённую названию сериала песню.

## Критика
В 2011 году телесериал победил в номинации «Новый телевизионный фильм и сериал» XIII Евразийского телефорума.
В 2022 году казахстанское издание Tengrinews.kz включило «Жаным» в список культовых казахстанских телесериалов 2001—2012 годов.
Журналист и историк Константин Козлов в своей статье 2024 года отметил: «„Жаным“ явно желал повторить успех телесериала „Перекрёсток“ (1996—2000), и после взлёта первого сезона казалось, что это ему удаётся. Но во втором сезоне, когда поменяли половину исполнителей главных ролей, а действие перенесли в Астану, рейтинг пошатнулся — и анонсированный третий сезон не состоялся».